# Vi kan inte stoppas
Vi kan inte stoppas är det fjärde musikalbumet av den svenska kristna rockgruppen Jerusalem. Albumet är släppt på både svenska och engelska, den engelska titeln är Can't Stop Us Now.

## Låtlista (svensk version)
Alla låtar är skrivna av Ulf Christiansson
1. Vi kan inte stoppas (3:55)
2. Loves You More (3:55)
3. Vinden blåser... (4:24)
4. I skuggan av det förflutna (5:32)
5. Kärlekseld (4:34)
6. Let's Go (Dancin') (3:42)
7. Sorgsnas parad (4:33)
8. Regn (4:08)
9. Pusselbiten (3:43)
10. Heartbeat (3:12)

## Låtlista (engelsk version)
Alla låtar är skrivna av Ulf Christiansson
1. "Can't Stop Us Now"
2. "Loves You More"
3. "The Wind is Blowing"
4. "Tomorrow's World"
5. "The Waiting"
6. "Let's Go (Dancin')"
7. "Mourner's Parade"
8. "Read Between the Lines"
9. "The Missing Piece"
10. "Heartbeat"

## Medverkande
- Ulf Christiansson: sång, gitarr
- Peter Carlsohn: bas
- Mikael Ulvsgärd: trummor
- Dan Tibell: keyboard